# Deodápolis
Deodápolis är en kommun i Brasilien.   Den ligger i delstaten Mato Grosso do Sul, i den södra delen av landet, 1 000 km sydväst om huvudstaden Brasília. Antalet invånare är 12 131.
Trakten runt Deodápolis består i huvudsak av gräsmarker. Runt Deodápolis är det mycket glesbefolkat, med 7 invånare per kvadratkilometer.